# Flauta alto
La flauta alto es un tipo de flauta traversa, un instrumento musical perteneciente a la Familia de viento-madera. 
Está flauta está afinada en Sol. Físicamente, la flauta alto es similar a la Flauta traversa pero con un tamaño más grande.
La flauta alto tiene un sonido más meloso y rico que la flauta traversa, así también se usa más en la octava primera que La. 
Era la flauta favorita de Theobald Böhm, la persona que perfeccionó el diseño de la familia de esta flauta.